# Intertoto-Cup 1968
Der 2. Intertoto-Cup wurde im Jahr 1968 ausgespielt. Das Turnier wurde auf 50 Mannschaften in 14 Gruppen aufgestockt und es nahmen zum ersten Mal Teams aus Spanien und Portugal teil.

## Gruppenphase

### Gruppe A1
| Pl. | Verein         | Sp. | S | U | N | Tore    | Diff. | Punkte |
| --- | -------------- | --- | - | - | - | ------- | ----- | ------ |
| 1.  | 1. FC Nürnberg | 4   | 3 | 1 | 0 | 013:300 | +10   | 07:10  |
| 2.  | RSC Anderlecht | 4   | 1 | 1 | 2 | 007:100 | −3    | 03:50  |
| 3.  | Inter Mailand  | 4   | 1 | 0 | 3 | 003:100 | −7    | 02:60  |

|                | Deutschland Bundesrepublik | Belgien | Italien |
| -------------- | -------------------------- | ------- | ------- |
| 1. FC Nürnberg |                            | 5:1     | 3:0     |
| RSC Anderlecht | 2:2                        |         | 3:1     |
| Inter Mailand  | 0:3                        | 2:1     |         |

### Gruppe A2
| Pl. | Verein          | Sp. | S | U | N | Tore    | Diff. | Punkte |
| --- | --------------- | --- | - | - | - | ------- | ----- | ------ |
| 1.  | Ajax Amsterdam  | 4   | 2 | 2 | 0 | 007:300 | +4    | 06:20  |
| 2.  | AC Turin        | 4   | 1 | 1 | 2 | 008:800 | ±0    | 03:50  |
| 3.  | Atlético Madrid | 4   | 1 | 1 | 2 | 005:900 | −4    | 03:50  |

|                 | Niederlande | Italien | Spanien 1945 |
| --------------- | ----------- | ------- | ------------ |
| Ajax Amsterdam  |             | 3:1     | 2:0          |
| AC Turin        | 1:1         |         | 5:2          |
| Atlético Madrid | 1:1         | 2:1     |              |

### Gruppe A3
| Pl. | Verein            | Sp. | S | U | N | Tore    | Diff. | Punkte |
| --- | ----------------- | --- | - | - | - | ------- | ----- | ------ |
| 1.  | Sporting Lissabon | 4   | 2 | 1 | 1 | 006:500 | +1    | 05:30  |
| 2.  | Dukla Prag        | 3   | 1 | 1 | 1 | 003:200 | +1    | 03:30  |
| 3.  | SK Rapid Wien     | 3   | 1 | 0 | 2 | 004:600 | −2    | 02:40  |

|                   | Portugal | Tschechoslowakei | Osterreich |
| ----------------- | -------- | ---------------- | ---------- |
| Sporting Lissabon |          | 1:1              | 4:1        |
| Dukla Prag        | 0:1      |                  | (1)        |
| SK Rapid Wien     | 3:0      | 0:2              |            |

1Die Partie zwischen Dukla Prag und Rapid Wien wurde abgesagt.

### Gruppe A4
| Pl. | Verein               | Sp. | S | U | N | Tore    | Diff. | Punkte |
| --- | -------------------- | --- | - | - | - | ------- | ----- | ------ |
| 1.  | Feijenoord Rotterdam | 4   | 2 | 2 | 0 | 008:200 | +6    | 06:20  |
| 2.  | AS Saint-Étienne     | 4   | 1 | 2 | 1 | 005:500 | ±0    | 04:40  |
| 3.  | Standard Lüttich     | 4   | 0 | 2 | 2 | 005:110 | −6    | 02:60  |

|                      | Niederlande | Frankreich | Belgien |
| -------------------- | ----------- | ---------- | ------- |
| Feijenoord Rotterdam |             | 2:0        | 4:0     |
| AS Saint-Étienne     | 0:0         |            | 2:0     |
| Standard Lüttich     | 2:2         | 3:3        |         |

### Gruppe A5
| Pl. | Verein             | Sp. | S | U | N | Tore    | Diff. | Punkte |
| --- | ------------------ | --- | - | - | - | ------- | ----- | ------ |
| 1.  | Espanyol Barcelona | 4   | 3 | 0 | 1 | 007:300 | +4    | 06:20  |
| 2.  | TSV 1860 München   | 4   | 3 | 0 | 1 | 009:600 | +3    | 06:20  |
| 3.  | FK Austria Wien    | 4   | 0 | 0 | 4 | 004:110 | −7    | 0:80   |

|                    | Spanien 1945 | Deutschland Bundesrepublik | Osterreich |
| ------------------ | ------------ | -------------------------- | ---------- |
| Espanyol Barcelona |              | 2:0                        | 1:0        |
| TSV 1860 München   | 2:1          |                            | 5:2        |
| FK Austria Wien    | 1:3          | 1:2                        |            |

### Gruppe A6
| Pl. | Verein       | Sp. | S | U | N | Tore    | Diff. | Punkte |
| --- | ------------ | --- | - | - | - | ------- | ----- | ------ |
| 1.  | ADO Den Haag | 4   | 3 | 0 | 1 | 006:400 | +2    | 06:20  |
| 2.  | RC Paris     | 4   | 2 | 1 | 1 | 005:300 | +2    | 05:30  |
| 3.  | FC Lugano    | 4   | 0 | 1 | 3 | 002:600 | −4    | 01:70  |

|              | Niederlande | Frankreich | Schweiz |
| ------------ | ----------- | ---------- | ------- |
| ADO Den Haag |             | 2:0        | 2:0     |
| RC Paris     | 3:0         |            | 2:1     |
| FC Lugano    | 1:2         | 0:0        |         |

### Gruppe B1
| Pl. | Verein             | Sp. | S | U | N | Tore    | Diff. | Punkte |
| --- | ------------------ | --- | - | - | - | ------- | ----- | ------ |
| 1.  | FC Karl-Marx-Stadt | 6   | 3 | 2 | 1 | 009:400 | +5    | 08:40  |
| 2.  | LASK Linz          | 6   | 2 | 3 | 1 | 014:100 | +4    | 07:50  |
| 3.  | Helsingborgs IF    | 6   | 3 | 1 | 2 | 010:900 | +1    | 07:50  |
| 4.  | FC Biel-Bienne     | 6   | 0 | 2 | 4 | 008:180 | −10   | 02:10  |

|                    | Deutschland Demokratische Republik 1949 | Osterreich | Schweden | Schweiz |
| ------------------ | --------------------------------------- | ---------- | -------- | ------- |
| FC Karl-Marx-Stadt |                                         | 1:1        | 3:0      | 3:0     |
| LASK Linz          | 2:0                                     |            | 4:1      | 3:3     |
| Helsingborgs IF    | 0:0                                     | 2:1        |          | 3:0     |
| FC Biel-Bienne     | 1:2                                     | 3:3        | 1:4      |         |

### Gruppe B2
| Pl. | Verein               | Sp. | S | U | N | Tore    | Diff. | Punkte |
| --- | -------------------- | --- | - | - | - | ------- | ----- | ------ |
| 1.  | Hansa Rostock        | 6   | 5 | 1 | 0 | 010:300 | +7    | 11:10  |
| 2.  | GKS Katowice         | 6   | 3 | 0 | 3 | 004:500 | −1    | 06:60  |
| 3.  | Örebro SK            | 6   | 2 | 1 | 3 | 014:400 | +10   | 05:70  |
| 4.  | FC La Chaux-de-Fonds | 6   | 1 | 0 | 5 | 004:200 | −16   | 02:10  |

|                      | Deutschland Demokratische Republik 1949 | Polen 1944 | Schweden | Schweiz |
| -------------------- | --------------------------------------- | ---------- | -------- | ------- |
| Hansa Rostock        |                                         | 2:0        | 1:0      | 3:1     |
| GKS Katowice         | 0:1                                     |            | 1:0      | 2:1     |
| Örebro SK            | 1:1                                     | 0:1        |          | 9:0     |
| FC La Chaux-de-Fonds | 1:2                                     | 1:0        | 0:4      |         |

### Gruppe B3
| Pl. | Verein               | Sp. | S | U | N | Tore    | Diff. | Punkte |
| --- | -------------------- | --- | - | - | - | ------- | ----- | ------ |
| 1.  | ŠK Slovan Bratislava | 6   | 5 | 0 | 1 | 015:700 | +8    | 10:20  |
| 2.  | Wiener Sport-Club    | 6   | 2 | 2 | 2 | 012:140 | −2    | 06:60  |
| 3.  | Malmö FF             | 6   | 2 | 1 | 3 | 009:120 | −3    | 05:70  |
| 4.  | Hamburger SV         | 6   | 1 | 1 | 4 | 013:160 | −3    | 03:90  |

|                      | Tschechoslowakei | Osterreich | Schweden | Deutschland Bundesrepublik |
| -------------------- | ---------------- | ---------- | -------- | -------------------------- |
| ŠK Slovan Bratislava |                  | 3:1        | 0:1      | 1:0                        |
| Wiener Sport-Club    | 0:4              |            | 4:2      | 4:2                        |
| Malmö FF             | 1:2              | 1:1        |          | 3:1                        |
| Hamburger SV         | 4:5              | 2:2        | 4:1      |                            |

### Gruppe B4
| Pl. | Verein                       | Sp. | S | U | N | Tore    | Diff. | Punkte |
| --- | ---------------------------- | --- | - | - | - | ------- | ----- | ------ |
| 1.  | VSS Košice                   | 6   | 5 | 0 | 1 | 012:600 | +6    | 10:20  |
| 2.  | Górniczy KS Szombierki Bytom | 6   | 4 | 0 | 2 | 012:900 | +3    | 08:40  |
| 3.  | Djurgårdens IF               | 6   | 2 | 0 | 4 | 012:140 | −2    | 04:80  |
| 4.  | Werder Bremen                | 6   | 1 | 0 | 5 | 006:130 | −7    | 02:10  |

|                              | Tschechoslowakei | Polen 1944 | Schweden | Deutschland Bundesrepublik |
| ---------------------------- | ---------------- | ---------- | -------- | -------------------------- |
| VSS Košice                   |                  | 2:0        | 3:2      | 3:1                        |
| Górniczy KS Szombierki Bytom | 3:2              |            | 3:1      | 2:0                        |
| Djurgårdens IF               | 0:1              | 4:2        |          | 3:4                        |
| Werder Bremen                | 0:1              | 0:2        | 1:2      |                            |

### Gruppe B5
| Pl. | Verein              | Sp. | S | U | N | Tore    | Diff. | Punkte |
| --- | ------------------- | --- | - | - | - | ------- | ----- | ------ |
| 1.  | Lokomotíva Košice   | 6   | 5 | 0 | 1 | 017:600 | +11   | 10:20  |
| 2.  | FC Carl Zeiss Jena  | 6   | 3 | 2 | 1 | 008:300 | +5    | 08:40  |
| 3.  | SV Austria Salzburg | 6   | 1 | 2 | 3 | 002:900 | −7    | 04:80  |
| 4.  | AC Horsens          | 6   | 0 | 2 | 4 | 003:120 | −9    | 02:10  |

|                     | Tschechoslowakei | Deutschland Demokratische Republik 1949 | Osterreich | Danemark |
| ------------------- | ---------------- | --------------------------------------- | ---------- | -------- |
| Lokomotíva Košice   |                  | 2:0                                     | 2:0        | 5:1      |
| FC Carl Zeiss Jena  | 3:1              |                                         | 3:0        | 2:0      |
| SV Austria Salzburg | 0:4              | 0:0                                     |            | 0:0      |
| AC Horsens          | 2:3              | 0:0                                     | 0:2        |          |

### Gruppe B6
| Pl. | Verein          | Sp. | S | U | N | Tore    | Diff. | Punkte |
| --- | --------------- | --- | - | - | - | ------- | ----- | ------ |
| 1.  | Odra Opole      | 6   | 5 | 1 | 0 | 009:100 | +8    | 11:10  |
| 2.  | Jednota Trenčín | 6   | 3 | 1 | 2 | 009:400 | +5    | 07:50  |
| 3.  | 1. FC Magdeburg | 6   | 3 | 0 | 3 | 012:900 | +3    | 06:60  |
| 4.  | Hvidovre IF     | 6   | 0 | 0 | 6 | 005:210 | −16   | 0:12   |

|                 | Polen 1944 | Tschechoslowakei | Deutschland Demokratische Republik 1949 | Danemark |
| --------------- | ---------- | ---------------- | --------------------------------------- | -------- |
| Odra Opole      |            | 2:0              | 1:0                                     | 2:0      |
| Jednota Trenčín | 0:0        |                  | 1:0                                     | 3:0      |
| 1. FC Magdeburg | 0:2        | 2:1              |                                         | 4:2      |
| Hvidovre IF     | 1:2        | 0:4              | 2:6                                     |          |

### Gruppe B7
| Pl. | Verein                 | Sp. | S | U | N | Tore    | Diff. | Punkte |
| --- | ---------------------- | --- | - | - | - | ------- | ----- | ------ |
| 1.  | Eintracht Braunschweig | 6   | 4 | 1 | 1 | 011:700 | +4    | 09:30  |
| 2.  | Lausanne-Sports        | 6   | 3 | 1 | 2 | 014:100 | +4    | 07:50  |
| 3.  | FC Wacker Innsbruck    | 6   | 2 | 0 | 4 | 008:120 | −4    | 04:80  |
| 4.  | AB Kopenhagen          | 6   | 1 | 2 | 3 | 003:700 | −4    | 04:80  |

|                        | Deutschland Bundesrepublik | Schweiz | Osterreich | Danemark |
| ---------------------- | -------------------------- | ------- | ---------- | -------- |
| Eintracht Braunschweig |                            | 2:1     | 3:1        | 2:0      |
| Lausanne-Sports        | 4:1                        |         | 4:2        | 2:2      |
| FC Wacker Innsbruck    | 1:2                        | 3:2     |            | 0:1      |
| AB Kopenhagen          | 0:0                        | 0:1     | 0:2        |          |

### Gruppe B8
| Pl. | Verein            | Sp. | S | U | N | Tore    | Diff. | Punkte |
| --- | ----------------- | --- | - | - | - | ------- | ----- | ------ |
| 1.  | Legia Warschau    | 6   | 4 | 2 | 0 | 016:600 | +10   | 10:20  |
| 2.  | Hannover 96       | 6   | 3 | 2 | 1 | 016:700 | +9    | 08:40  |
| 3.  | BK Frem København | 6   | 2 | 1 | 3 | 007:900 | −2    | 05:70  |
| 4.  | AC Bellinzona     | 6   | 0 | 1 | 5 | 003:200 | −17   | 01:11  |

|                   | Polen 1944 | Deutschland Bundesrepublik | Danemark | Schweiz |
| ----------------- | ---------- | -------------------------- | -------- | ------- |
| Legia Warschau    |            | 2:2                        | 4:0      | 4:0     |
| Hannover 96       | 2:3        |                            | 3:0      | 4:1     |
| BK Frem København | 1:2        | 0:0                        |          | 2:0     |
| AC Bellinzona     | 1:1        | 1:5                        | 0:4      |         |

## Intertoto-Cup Sieger 1968
- 1. FC Nürnberg
- Ajax Amsterdam
- Sporting Lissabon
- Feijenoord Rotterdam
- Espanyol Barcelona
- ADO Den Haag
- FC Karl-Marx-Stadt
- Hansa Rostock
- ŠK Slovan Bratislava
- VSS Košice
- Lokomotíva Košice
- Odra Opole
- Eintracht Braunschweig
- Legia Warschau